# Yoshio Inoue
Ne doit pas être confondu avec Yoshio Inoue (chanteur).
Pour les articles homonymes, voir Inoue.
Yoshio Inoue (井上芳夫, Inoue Yoshio), né le 8 septembre 1926, est un réalisateur japonais.

## Biographie
Assistant réalisateur de Shirō Toyoda et de Yasuzō Masumura dans les années 1950, Yoshio Inoue a tourné une trentaine de films entre 1960 et 1974.

## Filmographie partielle

### Assistant réalisateur
- 1953 : L'Oie sauvage (雁, Gan?) de Shirō Toyoda
- 1957 : Courant chaud (暖流, Danryū?) de Yasuzō Masumura
- 1958 : Le Précipice glacé (氷壁, Hyoheki?) de Yasuzō Masumura
- 1958 : Les Géants et les Jouets (巨人と玩具, Kyojin to gangu?) de Yasuzō Masumura
- 1958 : Un homme audacieux (不敵な男, Futeki na otoko?) de Yasuzō Masumura
- 1958 : Avenue des enfants ingrats (親不幸通り, Oyafukō dōri?) de Yasuzō Masumura
- 1959 : Femme de champion (最高殊勲夫人, Saikō shukun fujin?) de Yasuzō Masumura
- 1959 : Débordements (氾濫, Hanran?) de Yasuzō Masumura
- 1959 : Beauté coupable (美貌に罪あり, Bibō ni tsumi ari?) de Yasuzō Masumura
- 1959 : À travers les ténèbres (闇を横切れ, Yami o yokogire?) de Yasuzō Masumura

### Réalisateur
- 1960 : Ginza no dora-neko (銀座のどら猫?)
- 1961 : Kitakami yakyoku Kitakami kawa no hatsukoi (北上夜曲 北上川の初恋?)
- 1961 : Onna wa yoru kesshō suru (女は夜化粧する?)
- 1962 : Onna wa yogiri ni nureteiru (女は夜霧に濡れている?)
- 1962 : Nakayoshi ondo: Nippon ichi dayo (仲よし音頭 日本一だよ?)
- 1962 : Interdiction (禁断, Kindan?)
- 1962 : Ashita au hito (あした逢う人?)
- 1963 : Kōkō san'nensei (高校三年生?)
- 1964 : Jūnanasai no ōkami (十七才の狼?)
- 1964 : Aoi sei (青い性?)
- 1964 : Jūnanasai wa ichido dake (十七才は一度だけ?)
- 1965 : Aoi kuchizuke (青いくちづけ?)
- 1966 : Nora inu (野良犬?)
- 1967 : Shōbu inu (勝負犬?)
- 1968 : Kantō onna tobakushi (関東女賭博師?)
- 1968 : Onna tobakushi tekkaba yaburi (女賭博師鉄火場破り?)
- 1968 : Furī sekkusu: Jūdai no aoi sei (フリーセックス 十代の青い性?)
- 1968 : Onna tobakushi okunoin kaichō (女賭博師奥ノ院開帳?)
- 1969 : Onna tobakushi saikoro keshō (女賭博師さいころ化粧?)
- 1969 : Onna koroshiya: Mesu inu (女殺し屋 牝犬?)
- 1969 : Onna tobakushi chōhan tabi (女賭博師丁半旅?)
- 1969 : Onna tobakushi hana no kirifuda (女賭博師花の切り札?)
- 1970 : Onna tobakushi tsubo kurabe (女賭博師壺くらべ?)
- 1971 : Kimi ha umi wo mitaka (君は海を見たか?)
- 1974 : Goyōkiba: Oni no Hanzō yawahada koban (御用牙 鬼の半蔵やわ肌小判?)